# Atractomorpha micropenna
Atractomorpha micropenna is een rechtvleugelig insect uit de familie Pyrgomorphidae. De wetenschappelijke naam van deze soort is voor het eerst geldig gepubliceerd in 1992 door Zheng.